# سيمون فيرويذر
سيمون فيرويذر (بالإنجليزية: Simon Fairweather)‏ هو نبال أسترالي، ولد في 9 أكتوبر 1969 في أديلايد في أستراليا.

## وصلات خارجية
- سيمون فيرويذر على موقع الاتحاد الدولي للرماية بالسهام (الإنجليزية)
- سيمون فيرويذر على موقع اللجنة الأولمبية الدولية (الإنجليزية)
- سيمون فيرويذر على موقع أوليمبيديا (الإنجليزية)
- سيمون فيرويذر على موقع اللجنة الأولمبية الأسترالية (الإنجليزية)
- سيمون فيرويذر على موقع قاعة أستراليا للمشاهير الرياضية (الإنجليزية)